# فرودگاه آبی باری/لیتل لیک
فرودگاه آبی باری/لیتل لیک (به انگلیسی: Barrie/Little Lake Water Aerodrome) یک فرودگاه خصوصی است . این فرودگاه در شهر بری (انتاریو) کشور کانادا قرار دارد و در ارتفاع ۲۳۶ متری از سطح دریا واقع شده‌است.